# Union Level (Virginie)
 (mars 2025).
Union Level est une census-designated place située dans le comté de Mecklenburg, dans l’État de Virginie, aux États-Unis. Lors du recensement de 2020, elle comptait 161 habitants.